# Olympische Sommerspiele 2024/Teilnehmer (Bosnien und Herzegowina)
| Gelbes Symbol für Goldmedaillen mit stilisierten Olympischen Ringen | Graues Symbol für Silbermedaillen mit stilisierten Olympischen Ringen | Braundes Symbol für Bronzemedaillen mit stilisierten Olympischen Ringen |
| ------------------------------------------------------------------- | --------------------------------------------------------------------- | ----------------------------------------------------------------------- |
| —                                                                   | —                                                                     | —                                                                       |

Bosnien und Herzegowina nahm an den Olympischen Spielen 2024 vom 26. Juli bis zum 11. August 2024 in Paris mit 5 Athleten (3 Männer, 2 Frauen) teil. Es war die insgesamt neunte Teilnahme an Olympischen Sommerspielen.

## Teilnehmer nach Sportarten

### Judo
Über die IJF-Weltrangliste konnten sich zwei bosnische Judokas qualifizieren.
| Athleten             | Wettbewerb        | 1. Runde   | 1. Runde | 2. Runde | 2. Runde | Achtelfinale | Achtelfinale | Viertelfinale | Viertelfinale | Halbfinale / Trostrunde | Halbfinale / Trostrunde | Finale / Platz 3 | Finale / Platz 3 | Rang |
| Athleten             | Wettbewerb        | Gegner     | Ergebnis | Gegner   | Ergebnis | Gegner       | Ergebnis     | Gegner        | Ergebnis      | Gegner                  | Ergebnis                | Gegner           | Ergebnis         | Rang |
| -------------------- | ----------------- | ---------- | -------- | -------- | -------- | ------------ | ------------ | ------------- | ------------- | ----------------------- | ----------------------- | ---------------- | ---------------- | ---- |
| Frauen               |                   |            |          |          |          |              |              |               |               |                         |                         |                  |                  |      |
| Aleksandra Samardžić | Klasse bis 70 kg  | L. Olsen   | 10:0     | —        | —        | S. v. Dijke  | 0:10         | ausgeschieden | ausgeschieden | ausgeschieden           | ausgeschieden           | ausgeschieden    | ausgeschieden    | 9    |
| Larisa Cerić         | Klasse über 78 kg | S. Andrews | 10:0     | —        | —        | R. Nunes     | 10:0         | R. Dicko      | 0:10          | Kim H.-y.               | 0:1                     | ausgeschieden    | ausgeschieden    | 7    |

### Leichtathletik
Springen und Werfen
| Athleten    | Wettbewerb  | Qualifikation | Qualifikation | Finale        | Finale        | Rang |
| Athleten    | Wettbewerb  | Weite/Höhe    | Rang          | Weite/Höhe    | Rang          | Rang |
| ----------- | ----------- | ------------- | ------------- | ------------- | ------------- | ---- |
| Männer      |             |               |               |               |               |      |
| Mesud Pezer | Kugelstoßen | 19,03 m       | 26            | ausgeschieden | ausgeschieden | 26   |

### Schwimmen
Die olympischen Normzeiten des Weltverbandes erreichte Lana Pudar in zwei Wettbewerben.
| Athleten    | Wettbewerb          | Vorlauf     | Vorlauf | Halbfinale    | Halbfinale    | Finale        | Finale        | Rang |
| Athleten    | Wettbewerb          | Zeit        | Rang    | Zeit          | Rang          | Zeit          | Rang          | Rang |
| ----------- | ------------------- | ----------- | ------- | ------------- | ------------- | ------------- | ------------- | ---- |
| Frauen      |                     |             |         |               |               |               |               |      |
| Lana Pudar  | 100 m Schmetterling | 57,97 s     | 17      | ausgeschieden | ausgeschieden | ausgeschieden | ausgeschieden | 17   |
| Lana Pudar  | 200 m Schmetterling | 2:09,32 min | 12      | 2:08,74 min   | 12            | ausgeschieden | ausgeschieden | 12   |
| Männer      |                     |             |         |               |               |               |               |      |
| Jovan Lekić | 400 m Freistil      | 3:57,90 min | 30      | —             | —             | ausgeschieden | ausgeschieden | 30   |